# P-n-перехід

p-n перехід у напівпровідниковому діоді.

p-n перехі́д (електронно-дірковий перехід) — область контакту напівпровідників p- та
n-типу всередині монокристала напівпровідника, в якій відбувається перехід від одного типу провідності до іншого. Ця область характеризується одностороннім пропусканням електричного струму. На властивостях p-n переходів ґрунтується робота напівпровідникових діодів, транзисторів та інших електронних елементів з нелінійною вольт-амперною характеристикою.
Відкриття p-n переходу зазвичай відносять американському фізику Расселу Олу з Bell Labs. Проте патент Ола було отримано лише в 1946 році, а перші західні публікації, присвячені p-n переходу, з'явилися ще роком пізніше. Натомість уже в 1941 році український фізик Вадим Лашкарьов опублікував роботу, в якій методом термозонду було досліджено перші p-n переходи . 

## Фізичні принципи

### Області просторового заряду

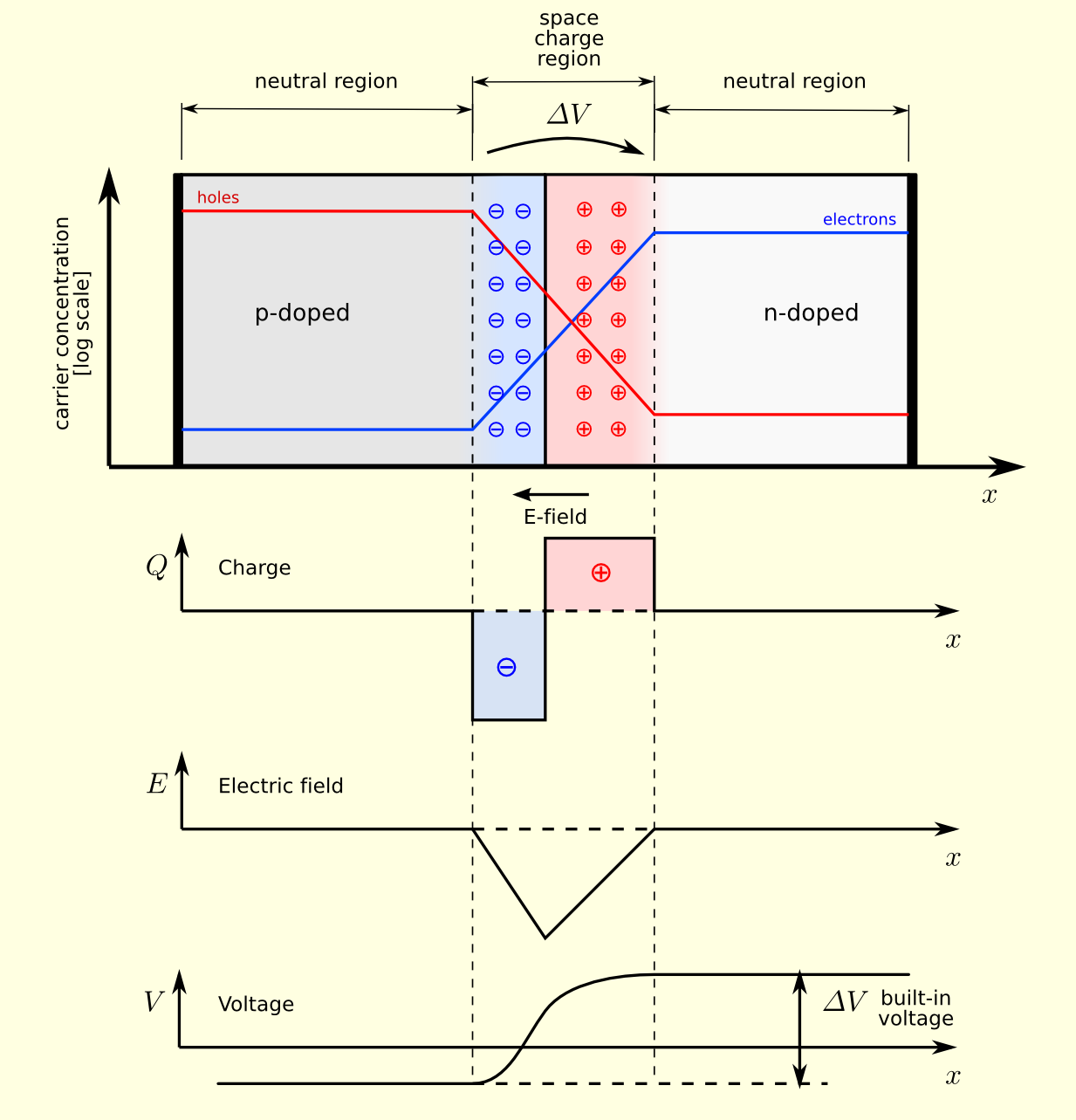
Схема виникнення областей просторового заряду

В напівпровіднику p-типу концентрація дірок набагато перевищує концентрацію
електронів. В напівпровіднику n-типу концентрація електронів набагато перевищує концентрацію дірок. Якщо між двома такими напівпровідниками встановити контакт, то виникне
дифузійний струм — носії заряду, хаотично рухаючись перетікатимуть із тієї області, де їх більше
у ту область, де їх менше. При такій дифузії електрони та дірки переносять із собою заряд.
Як наслідок, область на границі стане зарядженою. Та область у напівпровіднику p-типу, яка примикає
до границі розділу, отримає додатковий негативний заряд, принесений електронами, а погранична область
в напівпровіднику n-типу отримає позитивний заряд, принесений дірками. Таким чином, границя
розділу буде оточена двома областями просторового заряду протилежного знаку.
Електричне поле, яке виникає внаслідок утворення областей просторового заряду, спричиняє дрейфовий струм у напрямку протилежному дифузійному струму. Урешті-решт, між
дифузійним і дрейфовим струмами встановлюється динамічна рівновага і перетікання зарядів припиняється.

### Утворення переходу
Якщо прикласти зовнішню напругу таким чином, щоб створене нею електричне поле було направленим в протилежному напрямку до напрямку електричного поля між областями просторового заряду, то
динамічна рівновага порушується, і дифузійний струм переважатиме дрейфовий струм, швидко наростаючи з підвищенням напруги.
Таке під'єднання напруги до p-n переходу називається прямим зміщенням.
Якщо ж зовнішня напруга прикладена так, що створене нею поле є такого ж напрямку що і поле
між областями просторового заряду, то це призводить лише до збільшення областей просторового заряду, й струм через p-n перехід не проходитиме. Таке під'єднання напруги до p-n переходу називається зворотним зміщенням.

## Застосування
На властивостях p-n переходів ґрунтується робота численних напівпровідникових приладів: діодів,
транзисторів, сонячних елементів, світлодіодів тощо.